# Canton de Trélissac
Le canton de Trélissac est une circonscription électorale française, située dans le département de la Dordogne, en région Nouvelle-Aquitaine.

## Histoire
Le canton de Trélissac est une création issue de la réforme de 2014 définie par le décret du 21 février 2014. Il entre en vigueur à l'occasion des élections départementales de mars 2015.

## Géographie
Ce canton est organisé autour de Trélissac dans l'arrondissement de Périgueux. Son altitude varie de 82 m (Trélissac) à 239 m (Trélissac).

## Représentation
| Période élective | Période élective | Mandat | Mandat   | Identité             | Nuance | Nuance | Qualité                                                                             |
| ---------------- | ---------------- | ------ | -------- | -------------------- | ------ | ------ | ----------------------------------------------------------------------------------- |
| 2015             | 2021             | 2015   | 2021     | Christelle Boucaud   |        | PS     | Fonctionnaire, assistante parlementaire Maire d'Agonac depuis 2014                  |
| 2015             | 2021             | 2015   | 2021     | Stéphane Dobbels     |        | PS     | Cadre, maire de Cornille depuis 2014                                                |
| 2021             | 2028             | 2021   | en cours | Christelle Druillole |        | PS     | Maire d'Agonac depuis 2014, 2e vice-présidente chargée de la jeunesse et des sports |
| 2021             | 2028             | 2021   | en cours | Stéphane Dobbels     |        | PS     | Maire de Cornille depuis 2014                                                       |

### Résultats détaillés

#### Élections de mars 2015
À l'issue du premier tour des élections départementales de 2015, deux binômes sont en ballottage : Christelle Boucaud et Stéphane Dobbels (PS, 28,26 %) et Francis Colbac et Méloë Colbac-Beauvieux (PCF, 24,25 %). Le taux de participation est de 58,96 % (7 389 votants sur 12 533 inscrits) contre 60,04 % au niveau départemental et 50,17 % au niveau national. 
Cependant, compte tenu des accords nationaux entre le PS et le PCF, le binôme communiste arrivé en deuxième position se retire pour le second tour qui voit donc la seule liste socialiste se présenter devant les électeurs. Sans adversaire, le binôme socialiste, Christelle Boucaud et Stéphane Dobbels, est donc élu au second tour.

#### Élections de juin 2021
Le premier tour des élections départementales de 2021 est marqué par un très faible taux de participation (33,26 % au niveau national). Dans le canton de Trélissac, ce taux de participation est de 39,12 % (5 008 votants sur 12 802 inscrits) contre 40,86 % au niveau départemental. À l'issue de ce premier tour, deux binômes sont en ballottage : Christelle Boucaud et Stéphane Dobbels (PS, 54,9 %) et Marie Hélène Belombo et Hussein Khairallah (Modem, 24,2 %).
Le second tour des élections est marqué une nouvelle fois par une abstention massive équivalente au premier tour. Les taux de participation sont de 34,3 % au niveau national, 41,41 % dans le département et 39,69 % dans le canton de Trélissac. Christelle Boucaud et Stéphane Dobbels (PS) sont élus avec 69,94 % des suffrages exprimés (3 223 voix pour 5 082 votants et 12 804 inscrits),,.

## Composition
Le canton de Trélissac se compose de huit communes. Par rapport aux anciens cantons, il associe quatre communes du canton de Savignac-les-Églises, trois du canton de Périgueux-Nord-Est et une du canton de Brantôme. Le bureau centralisateur est celui de Trélissac.
| Nom                               | Code Insee | Intercommunalité      | Superficie (km2) | Population (dernière pop. légale) | Densité (hab./km2) | Modifier                                    |
| --------------------------------- | ---------- | --------------------- | ---------------- | --------------------------------- | ------------------ | ------------------------------------------- |
| Trélissac (bureau centralisateur) | 24557      | CA Le Grand Périgueux | 22,88            | 7 319 (2022)                      | 320                | modifier les données · modifier les données |
| Agonac                            | 24002      | CA Le Grand Périgueux | 37,22            | 1 809 (2022)                      | 49                 | modifier les données · modifier les données |
| Antonne-et-Trigonant              | 24011      | CA Le Grand Périgueux | 20,23            | 1 221 (2022)                      | 60                 | modifier les données · modifier les données |
| Champcevinel                      | 24098      | CA Le Grand Périgueux | 17,72            | 3 077 (2022)                      | 174                | modifier les données · modifier les données |
| Château-l'Évêque                  | 24115      | CA Le Grand Périgueux | 35,68            | 2 162 (2022)                      | 61                 | modifier les données · modifier les données |
| Cornille                          | 24135      | CA Le Grand Périgueux | 13,04            | 688 (2022)                        | 53                 | modifier les données · modifier les données |
| Escoire                           | 24162      | CA Le Grand Périgueux | 3,94             | 399 (2022)                        | 101                | modifier les données · modifier les données |
| Sarliac-sur-l'Isle                | 24521      | CA Le Grand Périgueux | 9,57             | 1 050 (2022)                      | 110                | modifier les données · modifier les données |
| Canton de Trélissac               | 2422       |                       | 160,28           | 17 725 (2022)                     | 111                | modifier les données                        |

## Démographie
En 2022, le canton comptait 17 725 habitants, en évolution de +5,64 % par rapport à 2016 (Dordogne : +0,37 %, France hors Mayotte : +2,11 %).
| 2013   | 2018   | 2022   |
| ------ | ------ | ------ |
| 16 837 | 17 073 | 17 725 |